# Stolac (BiH)
43°04′57″N 17°57′21″E / 43.08250°N 17.95583°E
Stolac je grad u Hercegovini, Bosna i Hercegovina.

## Zemljopis
Stolac je smješten u jugoistočnom dijelu Bosne i Hercegovine, na krajnjem istoku Hercegovačko-neretvanske županije. Grad nastao na obalama rijeke Bregave, u dolini, a okružuju ga planine Hrgud te Vidovo polje; brdo Križevac je gotovo u središtu grada i okolo su još Krstac i Križane. Prema istoku od Križevca je Komanje brdo, Ošanići su na zapadu, Hrgud je sjeverno i uzvišenje Bačnik na jugu prema Hrasnu i Neumu. Okolna su mjesta ispisana perom bogate kulturne prošlosti. Sam prilaz Stocu sa zapadne strane je Dubravska visoravan, koja je specifična i poznata po breskvi i nadasve dubravskom vinogorju po kojem su poznata stolačka vina.

### Klima
Klima je mediteranska. Bura je u Stocu postizala brzine do 120 km/h. Brzina je ovisna o razlici u temperaturi između Hrguda i Stoca i upravo je srazmjerna: veća razlika, veća brzina.
Srednja godišnja temperatura viša je od 7 °C. Osunčanost je 2500 sati godišnje, prosječno 6,4 sata na dan. Srednja godišnja oblačnost u Stocu je 4,5.

## Stanovništvo

### Popisi 1971. – 1991.
| Stanovništvo općine Stolac |                |                |                |
| godina popisa              | 1991.          | 1981.          | 1971.          |
| Muslimani                  | 8101 (43,36 %) | 7359 (38,91 %) | 7113 (36,98 %) |
| Hrvati                     | 6188 (33,12 %) | 6410 (33,89 %) | 7041 (36,61 %) |
| Srbi                       | 3917 (20,96 %) | 4332 (22,90 %) | 4900 (25,48 %) |
| Jugoslaveni                | 307 (1,64 %)   | 675 (3,56 %)   | 63 (0,32 %)    |
| ostali i nepoznato         | 168 (0,89 %)   | 134 (0,70 %)   | 113 (0,58 %)   |
| ukupno                     | 18.681         | 18.910         | 19.230         |

#### Stolac (naseljeno mjesto), nacionalni sastav
| Stolac             |                |                |                |
| godina popisa      | 1991.          | 1981.          | 1971.          |
| Muslimani          | 3426 (61,95 %) | 3113 (59,75 %) | 2437 (63,98 %) |
| Srbi               | 1111 (20,09 %) | 982 (18,84 %)  | 846 (22,21 %)  |
| Hrvati             | 653 (11,80 %)  | 586 (11,24 %)  | 421 (11,05 %)  |
| Jugoslaveni        | 239 (4,32 %)   | 486 (9,32 %)   | 43 (1,12 %)    |
| ostali i nepoznato | 101 (1,82 %)   | 43 (0,82 %)    | 62 (1,62 %)    |
| ukupno             | 5530           | 5210           | 3809           |

### Popis 2013.
| Stanovništvo općine Stolac |                |
| godina popisa              | 2013.          |
| Hrvati                     | 8486 (58,52 %) |
| Bošnjaci                   | 5544 (38,23 %) |
| Srbi                       | 279 (1,92 %)   |
| ostali i nepoznato         | 193 (1,33 %)   |
| ukupno                     | 14.502         |

| Stolac – naseljeno mjesto |                |
| godina popisa             | 2013.          |
| Bošnjaci                  | 2647 (69,37 %) |
| Hrvati                    | 892 (23,38 %)  |
| Srbi                      | 144 (3,77 %)   |
| ostali i nepoznato        | 133 (3,49 %)   |
| ukupno                    | 3816           |

## Naseljena mjesta
Općinu Stolac sačinjavaju sljedeća naseljena mjesta:
Aladinići, 
Bančići,
Barane, 
Bjelojevići, 
Borojevići, 
Brštanik,
Burmazi, 
Crnići-Greda, 
Crnići-Kula, 
Do, 
Hodovo, 
Hrgud, 
Komanje Brdo, 
Kozice, 
Kruševo, 
Ljubljenica,
Ošanjići, 
Pješivac-Greda, 
Pješivac-Kula, 
Poplat, 
Poprati, 
Prenj, 
Rotimlja, 
Stolac,
Trijebanj i
Žegulja.
Poslije potpisivanja Daytonskog mirovnog sporazuma, najveći dio općine Stolac, sa Stocem ušao je u sastav Federacije BiH. Naseljeno mjesto Bančići ranije je pripadalo općini Ljubinje koja je ušla u sastav Republike Srpske. U sastav Republike Srpske ušla su sljedeća naseljena mjesta:
Barane, 
Berkovići,
Bitunja,
Brštanik, 
Burmazi, 
Dabrica, 
Do,
Hatelji,
Hodovo,
Hrgud,
Ljubljenica,
Ljuti Do, 
Meča, 
Poplat,
Predolje, 
Strupići,
Suzina, 
Stjepan Krst, 
Trusina i 
Žegulja. Od ovog područja nastala je općina Berkovići.
Na popisima 1971. i 1981. godine postojala su i naseljena mjesta: Basilije, Crnići, Dolovi, Dragovilje, Gleđevci, Kubaš, Pješivac i Pocrnje. Ova naselja su na popisu 1991. godine ukinuta i pripojena drugim naseljenim mjestima. Na popisima 1971. i 1981. godine postojala su i naseljena mjesta Donji Poplat i Gornji Poplat. Ova naselja su na popisu 1991. godine ujedinjena u jedinstveno naseljeno mjesto Poplat.

## Povijest

### Prapovijest i antika
Stolačko područje je svojim mediteranskim šarmom, dobrom vodom, blagim nebom, pitomom krajolikom i skladom prirodnih ljepota, privlačilo ljude od prapovijesnih vremena. Iliri i grčki pomorci, rimski patriciji, istočnogotski osvajači, slavenski velikodostojnici, osmanski plemići, mletačke vojskovođe, austrougarski namjesnici, te mnogi poklonici sunca, svježine rijeke Bregave, kulturno povijesnih valera i tajnovitih poruka iz proteklih stoljeća, ostavili su ovdje svoj trag: gradine i grobove, imena na pločama-poruke za one koji će za njima doći.
Stolac je prostor s najduljom i najraskošnijom poviješću gradskog života u Bosni i Hercegovini, a spada u malu skupinu balkanskih prostora na kojima su sačuvana materijalna svjedočenja o urbanim oblicima života kroz razdoblje dugo preko 3500 godina, koliko su stari posljednji poznati nalazi ilirskog grada Daorsona.
Kontinuitet prisutnosti ljudske zajednice na prostoru Stoca seže 16.000 godina u prošlost. Da je zainteresiranost za život na ovom prostoru bila još od najstarijih vremena, to nam svjedoče mjesta koja ga okružuju: pećina Badanj – paleolitsko stanište, utvrđeni ilirski grad Daorson, koji izaziva divljenje svojim kiklopskim zidinama, te poznate nekropole stećaka na Radimlji, Boljunima, Rotimlji i Vidoštaku kao i sama tvrđava Starog grada. Stolački kraj kao ljudsko stanište egzistira u kontinuitetu od 15 000 godina. Naziv Stolac dobio je relativno kasno – prvi poznati podatak je iz 15. stoljeća, te se razvoj Stoca prati kroz nekoliko naziva. Najstariji naziv koji sa sigurnošću možemo zabilježiti je Daorsoi, odnosno Daorson, ilirski megalitski grad u selu Ošanjićima povrh Stoca (IV. – III. st. pr. Kr.). Slijedi rimski municipij Diluntum, zatim castrum Vidoskij i loco dicto Stolaz, pa Vidosich, Vidoski grad, osmansko Ilce i IIstolce, potom Vidoska i konačno Stolac. Pošto se kraj nalazi u mediteranskom podneblju uspijevale su sve vrste voća, a ponajviše grožđa.
Stolac je bio grad muzej. Grad koji je sa svojom povijesnom baštinom bio pod zaštitom UNESCO-a od 1980. godine. Tragovi ljudskih ruku datiraju još prije 15.000 godina što svjedoče crteži u Badanjskoj pećini. To su opisi detalja lova s jasnim likom konja (to je doba eneolitika). Prvi stanovnici Balkana, Iliri, ostavili su svoj trag u tvrđavi Daorsonu, a nađeni su i ostaci rimske tvrđave Diluntuma. Iz kasnoantičkog perioda postoji sačuvan vjerski kompleks na poziciji Crkvine na Rivinama, u blizini grada Stoca. Tu je i Radimlja s čuvenom nekropolom stećaka. Isto tako tu je u Krajšini grob Židovskog rabina Moše Danona. To mjesto je bilo i ostalo jedno od svetišta Židova, drugog po važnosti hodočasničkog mjesta za Židove iz cijelog svijeta. Spomenici, džamije, trgovi kao i crkve, knjižnice bili su izgrađeni za vrijeme turske vladavine. Kasnije su se na te građevine nadovezivala obilježja mediteranske kulture.

### Srednji vijek
Na kraju 13. stoljeća Šubići pripajaju Humsku zemlju svojoj banovini u Bosni. Područje je ostalo povezano s njom do njezinog pada sredinom 15. stoljeća, iako njime, a i cijelom Hercegovinom u 15. stoljeću vladaju Kosače kao skoro neovisni vladari.

### Osmansko Carstvo
Nakon stoljeća osmanskih stalnih napada i povremenih upada, slomljena je srednjovjekovna bosanska država te humska država hercega Stjepana. Padom Huma pod osmansku vlast nastupila su teška vremena. Osmansko osvajanje je otežalo do kraja uvjete življenja katolicima, već i prije pod pritiskom cijelog prethodnog stoljeća osmanskih pljačkaško-otimačkih upada i pustošenja. Donijeli su neizvjesnost preživljavanja katolicima, zatiranje narodnih korijena i sjećanja na katoličke pretke i sjećanja na pripadnost hrvatskom narodu. 
Stolac je pao pod tursku vlast 13. lipnja 1465. godine. Islamski osvajači su temeljito prisvojili imovinu svih kršćana, a sačuvali su ju samo oni koji su se odrodili i prešli na drugu vjeru. Osmanlije su radikalno uništili svaki pisani trag starog stanja: arhive privatnih osoba i ustanova koje su se time bavile prije osmanske okupacije. Posjedovni i vjerski odnosi iz temelja su poremećeni. Srušili su kršćansku crkvu u gradskom središtu koja je datirala iz predosmanskih vremena. Za sultana Selima je 1519. na mjestu tog kršćanskog sakralnog objekta podignuta džamija (careva, čaršijska džamija), ispred koje je šadrvan s osam česmi. Stari autohtoni i mediteranski kršćanski feudalni sustav zamijenio je kulturno daleki i ovim prostorima sasvim strani timarsko-spahijski sustav. Posljedica je odraz u umjetnosti i kulturi, u kojima se izmiješao sredozemni (dubrovački, romanika), izvorni domaći i orijentalni izraz, pa se u Stocu i okolici isprepleću ti elementi u arhitekturi.
U 17. je stoljeću zabilježeno pravo obilje vodenica u Stocu i okolini. Čelebija je zabilježio 10 vodenica u Dolu na Bregavi, a Memibegović "180 mlinskih kolesa" na rijeci "Bigavi" koja teče kroz Stolac. Naknada mlinarima ("ujam") plaćala se u naturi, od 5 do 7 % samljevenog žita. 1663. godine Mlečani su opsjeli Stolac, pokušavajući ga zauzeti, ali bezuspješno. Stolac tog vremena prostire se na lijevoj obali Bregave, padinama Križevca i Komanjeg brda. Naselje je postupno preraslo u kasabu a upravna uloga mu je narasla i postao je sjedištem kadiluka. U putopisu Evlije Čelebije iz 1664. godine Stolac (osm. Istolče) je opisan kao lijepa kasabica u kojem od vjerskih objekata ima džamiju i tri mesdžida, od trgovine dvadeset dućana, za putnike tu je bilo svratište (han), stanovnici su imali malo javno kupatilo (hamam). Rezidencijalni dio činilo je 280 kuća "pokrivenih pločom" s vrtovima, vinogradima i svojim vodama. U drugoj polovici 17. stoljeća osmanska je država u uzmaku i prisiljena je pojačavati obrambenu infrastrukturu. Proširili su Vidošku tvrđavu poslije Karlovačkog mira 1699., čime je postala jedna od najvećih utvrda u Hercegovini: snažne bedeme debele dva metra, 13 kula, nekoliko stambenih i gospodarskih zgrada. Grad je popravljen i proširen. Dobio je gradsku upravu kojoj je na čelu dizdar. Stolačka čaršija imala je tepicu i samo su Mostar i Stolac imali tepicu.
Za razdoblje do početka 18. stoljeća ne zna se pouzdano sigurno je li bila vojna posada u Stocu. Kandijski (1645. – 1660.) i Bečki rat (1683. – 1699.) mijenjaju situaciju zbog višestrukih mletačkih napada na Stolac (siječnja 1663.; 1664.; 30. srpnja 1678.; 1794. ili 1795., ukupno osam puta od 1663. do 1795., svako opsjedanje zbog pokušaja zauzimanja bilo je bezuspješno). 1706. uspostavljena je Vidoška (stolačka) kapetanija. Stolački kapetani bili su Šarići. Od 1761. godine gradski su kapetani postali obitelj Rizvanbegovića sve do 1835. kad je ukinut kapetanijski sustav.
1795. godine Mlečani su opsjeli Stolac, pokušavajući ga zauzeti, ali bezuspješno. Dok je hercegovačkim vezirom bio Ali-paša Rizvanbegović (1833. – 1851.), Stolac i Hercegovina su dosta gospodarski napredovali.
U Krajšini, naselju zapadno od Stoca, dok je putovao ka Jeruzalemu umro je Moše Danon, sarajevski rabin. Po odredbama oporuke ovdje je i pokopan 1830. godine. Ovo mjesto nadomak Stoca, s druge strane rijeke postalo je jednim od svetišta Židova, drugo po važnosti hodočasničko mjesto za Židove iz cijelog svijeta. 
U Velikom bosanskom ustanku vojska Husein-kapetana Gradaščevića 1832. uzaludno je opsjedala Stolac. Zbog držanja različitih strana u tom ustanku izbio je na ovom prostoru rat već prije zavađene braće, paše Hercegovačkog pašaluka Ali-bega i kapetana hutovske kapetanije Hadži Mehmed-beg Rizvanbegovića. 1835. su godine ukinute pozicije kapetana i dizdara.
Poticana sadnja mediteranskih kultura počela je 1840. godine. 1863. godine osnovana je stolačka župa. 1870. godine, nešto prije ustanka podignuta je pravoslavna crkva sa zvonikom s rozetom okruženu reljefima šestokrake zvijezde pored koje su naknadno uklesani križevi.
1875. godine izbio je ustanak Hrvata koje je predvodio don Ivan Musić, pa zatim Srba, nakon čega je po Berlinskom kongresu 1878. godine Austro-Ugarska dobila mandat zauzeti BiH. Do 1878. godine u Stocu je manja posada.

### Austro-Ugarska
Godine 1878. tijekom zaposjedanja BiH, najžešći otpor bio je u stolačkom kraju. Austro-ugarskim zaposjedanjem BiH kolovoza 1878. uspostavljena je austrijska uprava, a osmanske se institucije gase. Iz osmanskih vremena Stolac je izašao kao jedna obična zaostala orijentalna kasaba. Austrija je civilizacijski i infrastrukturno izdigla Stolac i preko noći od njega napravila europski grad.
Stolac je bio sjedište kotara koji se nalazio u Mostarskom okrugu. 1880. je Austro-Ugarska sagradila ambulantu a ljekarnu 1882. godine. Od 1880. do 1884. Austro-Ugarska je podigla školu. 1885. je godine otvorena duhanska otkupna postaja. 1888. godine nadogradila je bijelim bračkim vapnencem srednjovjekovnu Vidošku tvrđavu. Po okolnim brdima tih je godina podigla više stražarskih kula. Sagradila je banke, zgradu kotarskog ureda, prvi bazen u Hercegovini. Napravila je u južnom dijelu grada bolnicu za koštano-zglobne bolesti koju je gradila od 1892. do 1897. godine. Ta Državna bolnica (Koštana bolnica) bila je tada najpoznatija stolačka institucija, zbog izvrsne klime za liječenje. Bolnicu je opremila najsuvremenijom opremom i dovela najbolji liječnički kadar. 1896. podignuta je Kreševačka ćuprija. 1902. je godine pod nadzorom arhitekta Josipa Vancaša podignuta katolička crkva sv. Ilije Proroka. 1908. godine Stolac je dobio vodovod. Privilegirana zemaljska banka za Bosnu i Hercegovinu kolovoza iste 1908. otvorila je svoju agenturu radi prodaje duhana na veliko. 1912. sagrađen je zvonik na katoličkoj crkvi sv. Ilije Proroka. Pred Prvi svjetski rat Stolac je imao tri nacionalne banke te tri nacionalna kulturno-umjetnička društva: hrvatski Napredak, muslimanski Gajret i srpsko društvo Prosvjeta.

### Kraljevina SHS – Jugoslavija
Nakon Prvog svjetskog rata bio je u Državi SHS pa unutar Kraljevine Srba, Hrvata i Slovenaca. 
U Kraljevini SHS dio Stolačkog kotara. Do 1922. godine upravne granice bile su kao u Austro-Ugarskoj. Od 1922. bio je u Mostarskoj oblasti. Do 1931. bio je u Zetskoj banovini, nakon čega je taj kotar uključen u Primorsku banovinu. 1939. godine ušao je u sastav Banovine Hrvatske.
Razvoj grada i sve građevinske djelatnosti svele su se na gradnju individualnih stambenih objekata u čemu su glavnu ulogu imali povratnici iz Amerike te bogati trgovci i zemljoposjednici. Građevine iz ovog vremena većinom stilski pripadaju secesiji.

### Drugi svjetski rat
Baš pred izbijanje Drugoga svjetskog rata posebno su utjecala dva događaja na hrvatsko muslimanske odnose. Mehmed Spaho umro je 29. lipnja 1939., 26. kolovoza 1939. uspostavljena je Banovina Hrvatska. Donekle je to zateklo muslimansku političku i društvenu elitu, duboko nezadovoljnu novom situacijom. Spahu je naslijedio Džafer Kulenović, ministar bez portfelja u Stojadinovićevoj vladi Džafer Kulenović. Rujna 1939. vratio je na političku scenu vratio autonomistički program i zahtjev za uspostavu autonomne BiH, tvrdeći "autonomna BiH predstavljala „u minijaturi malu Jugoslaviju, bila čvor Jugoslavije, privlačila sebi i Srbe i Hrvate i postala stožer Jugoslavenstva i državne misli". Jugoslavenstvo Kulenovića na isti način gledalo je na BiH kao srpski nacionalist Nikola Stojanović 1918. i komunistički dužnosnik Rodoljub Čolaković 1943., svatko iz svoje perspektive i zbog svojih razloga. Raspad Kraljevine nakon invazije zahtijevao je prilagoditi se novoj situaciji. 
Stolac je u Drugome svjetskom ratu nakon pada Jugoslavije postao dio NDH, sjedište kotarske oblasti unutar Velike župe Dubrave, a od 5. srpnja 1944. pripojen je Velikoj župi Humu.
Ustaške su vlasti proglasili muslimane „cvietom naše hrvatske narodnosti“ a Džafer Kulenović se odrekao jugoslavenstva, postao potpredsjednik Hrvatske državne vlade, i drugi muslimani došli su na visoke dužnosti u NDH. Šefkija Balić je kratko bio gradonačelnik i potom je postavljen za podžupana Velike župe Hum, koju je dužnost obnašao do studenoga 1943. godine. U Stocu su muslimani zadržali predratne odnose nesklonosti Hrvatima. Stolački muslimani 1. rujna 1941. dočekali talijansku vojsku s 30 pečenih volova, posebno pokazavši privrženost fašističkoj Italiji. 17. rujna 1941. izvijestio je član Pokrajinskog komiteta KPJ za BiH da su muslimani u istočnoj Hercegovini masovno sudjelovali u zločinima nad srpskim stanovništvom. U postrojbama četnika 1942. nalazili su se i mnogi hercegovački, odnosno stolački muslimani. Mnogi od tih četnika 1944. skidali su kokarde i stavljali petokrake, tijekom 1992. su skidali petokrake i vraćali kokarde. Opunomoćenik Glavne uprave sigurnosti Reicha, satnik SS-a Rudolf Kob, napisao je proljeća 1942. opsežno izvješće o problemu odnosa vjerskih zajednica u NDH, naglasivši posebno pitanje muslimana koji bi se moglo iskoristiti za borbu protiv dominantnog utjecaja Katoličke crkve u državi. Predložio je angažirati njemačku politiku i njemačku obavještajnu službu na poticanju suprotnosti između katoličanstva i muslimanstva te dodao da je već neke mjere poduzeo. Čini se da je u sklopu tih mjera Uzeir Hadžihasanović, utjecajni čelnik JMO, inicirao Memorandum upućen Adolfu Hitleru 1. studenog 1942. u ime Narodnog odbora. Memorandumom je molio za autonomnom „Župom Bosnom“, koja bi bila izravno pod protektoratom Reicha. I još neki utjecajni muslimani poduzimali su inicijative za izdvajanje BiH ili njezina dijela iz sastava NDH. Listopada 1942. Omer Džabić, mostarski muftija, poveo je izaslanstvo muslimana iz Mostara u Rim. Ondje su se na poziv i uz posredovanje jeruzalemskog muftije El Huseinija sastali s Mussolinijem i ministrom Cianom. Džabić i izaslansvo zahtijevali su izdvajanje Hercegovine iz NDH i pripajanje Italiji. Treća struja među muslimanskim političarima afirmirala se u studenom 1943. godine. Komunistička struja se zalagala za formiranje BiH kao federalne jedinice u obnovljenoj Jugoslaviji. 8. kolovoza 1944. piše Oblasni komitet KPJ za Hercegovinu izvijestio je da se „muslimanske mase nalaze u previranju i početku masovnijeg prilaska našem pokretu“. Dva dana poslije SKOJ za Stolac izvješćuje da je na taj proces „previranja“ kod muslimana prije svega presudno utjecao "prekid odnosa između Turske i Njemačke", odnosno čim je Crvena armija zauzela Bugarsku i došla na turske granice, jer su se oni "ravnali prema dosadašnjem držanju Turske". Nepotpuna sačuvana dokumentacija Okružnog suda u Mostaru sadrži spise o više od 600 muslimana iz Hercegovine, sudionika ratnih zločina, od čega je njih 218 suđeno je za zločine počinjene 1941. godine nad Srbima. Spominje se još 103 muslimana kao sudionici tih zločina,  ne računajući zločine nad Hrvatima uglavnom počinjenih nakon „preorijentiranja“ od kraja 1944., tijekom 1945., pa sve do 1951. godine. Mnogo je muslimana Stočana. Od 182 osobe iz Stoca (Hrvati, Srbi i muslimani) koje spisi mostarskog Okružnog suda u Mostaru spominju kao „fašiste" i počinitelje ratnih zločina (nad Srbima ili muslimanima), 94 njih su muslimani. Muslimani koji su pred sami kraj rata prešli na stranu komunističkog pokreta odrekli su se ustaštva i hrvatstva, ali svoje su zločine ostavili na dušu i povijesnu odgovornost Hrvatima.
Na prostoru današnjih hercegovačkih županija Federacije BiH u Drugom svjetskom ratu stradalo je oko 24.000 Hrvata, od čega dvije trećine je ubijeno poslije rata. Dob ubijenih u prosjeku je oko 23 godine. Prikupljeni su poimenični podatci za 4515 stradalih Hrvata u istočnom dijelu Hercegovine, u općinama Stolac, Neum, Trebinje i Ravno te u planinskom dijelu konjičke općine zvanoj „Gornja Hercegovina“. Od 4515 ubijenih, 1864 Hrvata ubijeno je nakon zarobljavanja, nakon rata, na Križnom putu. Hrvatskih civila stradalo je 2138, među kojima u ratu i poraću ubijeno ili umrlo od ratnih posljedica i teških uvjeta života u izbjeglištvu 684 djece mlađe od 15 godina i 817 žena. Neke od hrvatskih civila ubili su poslije rata pripadnici Ozne/Udbe ili komunističke milicije u potrazi za škriparima.
Nažalost u tijeku ratnih događanja grad Stolac ostao je bez mnogih svojih značajki. Uništena je džamija Ismail Kapetana Šarića, džamija Hadži Alije Hadžisalihovića, pravoslavna crkva iz 1870. god. Jednu od najstarijih džamija u Bosni i Hercegovini, sultana Selima iz 1519., zapaljena i srušena, nadovezuju se i drugi spomenici, Silahtar Jusuf paše hamam, Ali Paše Rizvanbegovića kuća, Stara kuća (Mujina), Džulhanimina kuća, mezarje, biblioteke.

### Druga Jugoslavija
Kraj 1945. stolačka bolnica dočekala je okrutan zločin. Iz nje su izveli nacionalno, vjerski ili na neki drugi način nepodobne ranjenike i bolesnike te ih pobili u samom vrtu. Zavjera šutnje počinitelja i strah svjedoka bili su preveliki. Svjedoče o dvadesetak pokopanih. Zgrada Suda također je sagrađena za Austrije. Veliki sudski podrum poslužio je za zatvor i ustašama 1941. i četnicima 1942. te partizanima 1944. godine. Premda je rat bio gotov, u njegovu podrumu na sirovi način ubijeno je nekoliko desetina civila pogrešne vjere ili nacionalnosti. Te i druge lokacije bile su mjesta brojnih likvidacija "unutrašnjih neprijatelja".
Stolac je mjesto masovnog poslijeratnog jugokomunističkog zločina, zvanog "hrvatski hercegovački Bleiburg". Preživjeli iz Bleiburške tragedije vođeni su po Križnom putu. Na tisuće Hrvata sudionika Križnoga puta dovodili su iz smjera Mostara, ali i mnoge druge nevine ljude, na sudište u Stolac. gdje su im u montiranim procesima s lažnim svjedocima presuđivali su uvijek protiv njih i zatim ih mučki ubili. Neki nisu imali niti suđenje. Komunisti su u stolačkom kraju potkraj Drugoga svjetskog rata zarobljavali brojne hrvatske civile koji nisu izbjegli, zatim bi ih dovodili u Stolac gdje su ih bez suda osudili i ubili u okolici. Dosadašnja istraživanja došla su do otkrivenih 10.000 ubijenih, u mjesecu svibnju 1945. godine. Sve do 1990. vladala je prisilna šutnja o pokolju. Jedno od najvećih stradališta je nedaleko od nekropole Radimlja.
Podupiranje ustaškog pokreta muslimanima je poslije rata bilo opraštano ili su dobivali blage kazne. Poslije isteka kazna, često smanjenih, dobivali su poslije rata dobra radna mjesta i visoke dužnosti, jer su "otvorili oči tijekom rata i počeli se preorijentirati". Srbima dojučerašnjim četnicima i muslimanima u ustašama, ostavljena je mogućnost da su se preorijentirali, uvažavanje lažnih svjedočenja da su ilegalno pomagali KPJ. Mogućnost izvlačenja nije bila ostavljena Hrvatima, koji su bili nesmiljeno kažnjavani. Ustaštvo je kod Hrvata kažnjavano smrću, a odmicanje Hrvata od ustaštva i uzdavanje u Mačka komunisti su također kvalificirali kao izdaju. Od 12.000 muslimana, neki su bili pripadnici ustaške vojnice, SS divizije ili talijanske antikomunističke milicije, pa su isto u Jugoslaviji postali „antifašisti“ i visoki dužnosnici u komunističkoj vlasti u privredi, visoki oficiri Udbe, refenti za boračka pitanja. Čak su i muslimani, visoki nositelji njemačkih odlikovanja za akcije na Kozari, kratko tretirani kao "njemački špijuni", ali su postajali „borac NOB-a“ i ovlašteni tumači proteklih događaja.
Katolicima su poslijeratne godine ovog kraja bile užasne. Katolici su dovedeni u obespravljeni položaj kao u osmanlijskom feudalizmu, bili su kao raja koja je morala kulučiti za gospodara. Nitko nije bio šikaniran kao oni. Nije bilo katoličkog sela, koje nije bilo bez žrtava. OZNA je po ulasku u svako selo pobila po nekoliko ljudi radi zadavanja straha drugima. Odmah su napunili sve zatvore u Mostaru, mahom Hrvatima katolicima. Po noći su iz zatvora i logora odvodili kamione pune katolika koje su ubijali bez ikakve sudske presude, Izbjeglice iz stolačkog kotara, koje su izbjegle pred komunističkom vojskom, morale su se vratiti u postojbinu. Sve ime bilo porušeno, nisu ništa imali, ljetina je zbog suše bila slaba i bili su prisiljeni hraniti se korijenjem. Nešto malo hrane slala je UNRRA, ali katolici su ju dobivali tek nakon što su bili podmireni muslimani i pravoslavni. Nova Jugoslavija ciljano je sprovodila fizičko istrebljenje katolika. Jugokomunistički državni teror fizički je uništavao Hrvate. Opljačkali su sva katolička sela oko Mostara i Širokog, seljacima su oteli i posljednju kravu, ovcu, kokoš. Nisu bili ubijani ni pravoslavni popovi ni muslimanski hodže, nego samo katolički svećenici. Četnike su puštali na slobodu ili su im blago sudili, dok je jugokomunistička vlast neštedimice ubijala katolike i po sudu i bez suda. Ubijali su ih partizani i OZNA. Neiskreni komunisti rehabilitirali su četnike koji su zapovijedali pokoljima Hrvata. Spomenik hrvatskim žrtvama podignut je 2005. na Vidovom polju, na livadi izvan nekropole stećaka.
Katolička zapadna civilizacija čiji su ovdje jedini predstavnik Hrvati donijela je Stocu napredak nakon višestoljetnog zaostajanja. Grubom eliminacijom hrvatskoga katoličkog stanovništva koji je bio privredno najvitalniji dio stolačkog kraja, nastali su veliki gubitci u ljudstvu i gospodarstvu. Muslimanskom stanovništvu još je živo bilo sjećanje i ponašanje iz osmanskih vremena, kad su kao povlašteni sloj uživali rente i mogli nemilice eksploatirati potlačene kršćane. Srbima je ostao povlašteni položaj iz stare Jugoslavije te uz novi položaj ratnog pobjednika, za njih su ostale pridržana dobro plaćena radna mjesta i funkcije u neprivrednim djelatnostima državne uprave, vojske, milicije i dr. Uz teret baštine i biljega iz ratne prošlosti, ostavši bez uloge Hrvata koji su bili pravi privrednici, u takvim je uvjetima Stolac gospodarski nazadovao nakon Drugoga svjetskog rata.
U ozračju liberalizacija i hrvatskog proljeća, u Stocu je osnovan ogranak Matice hrvatske. Stvari se miču u drugoj polovici 20. stoljeća, osobito 1970-ih. Privreda se podiže izgradnjom kovinoprerađivačke tvornice Metala, pogona tekstilne industrije Inkosa i tvornice namještaja Enterijera. U istom vremenu izgrađena je zgrada osnovne škole, društveni dom i kino-dvorana. Sredinom 1980-ih izgrađeni su tvornički pogoni željezare RMK-TGA Stolac, most u središtu grada, robna kuća Stočanka, hotel Bregava (projekt Zlatka Ugljena), Gradska kavana,  zgrada srednjoškolskog centra,  športska dvorana, dječji vrtić i autobusni kolodvor. Glavnina tih novih građevina izgledom je pratila povijesnu tradiciju i građevinski identitet grada.
Istraživanju žrtava drugoga svjetskog rata najvažniji doprinos dala je tajnim radom Katolička crkva i ustrajni pojedinci. Dokumentirano su pobijene brojene neistine i laži komunističke protuhrvatske promidžbe. Promidžba je popisala i objavila srpske i muslimanske žrtve, ali su ti popisi upotrijebljeni za optužbe protiv Hrvata, jer je jugoslavenska mašinerija laži navela samo 195 hrvatskih žrtava, kojih brojh premašuje srpske i muslimanske zajedno. Osim lokalnih, i mnogi Hrvati iz drugih krajeva stradali su na ovome mjestu. Ukupno je u ratu, Križnim putevima i poraću ubijeno oko 20 % tamošnjeg hrvatskog pučanstva, a po planu i zapovijedi vodećih struktura KPJ i nove jugoslavenske vlasti, koja je uklanjala svaku moguću oporbu ili eventualne probleme kod uspostavljanja novoga totalitarnog komunističkog ustava vlasti. Ciljali su uništiti nepodobni narod – Hrvate, a u korist podobnog "državotvornog"  naroda – Srba i drugog na toj ljestvici – Muslimana. Laži i propaganda bili su jedan od razloga mržnje u dijelu Srba i Muslimana protiv Hrvata i okrutnih postupaka prema Hrvatima, posebice kod onih Srba i Muslimana u strukturama KPJ i vlasti, koji su mogli bilo kojega tamošnjeg Hrvata optužiti, maltretirati i ubiti bez posljedica. Posljedica zločinačke jugoslavenske vlasti bila je promjena demografske i etničke slike u istočnoj Hercegovini na štetu Hrvata u korist Srba i Muslimana. Tijekom socijalističke Jugoslavije broj se Hrvata u istočnoj Hercegovini stalno smanjivao.
Stolac je bio u pobratimstvu sa slovenskim gradićem Postojnom sve do 1992. godine. Zbog pobratimstva su osnovci u Stocu mogli učiti slovenski jezik kao izborni jezik u školi.

### Rat u BiH
Stolac je bio važna geostrateška položaja, što je davno prije rata uočila JNA i unijela u svoje ratne planove. U planovima JNA i srpske vojske tijekom 1992. godine nije bio isti položaj Hrvata i Muslimana. Hrvate su označili kao neprijatelje, dok su planirali pregovarati s Muslimanima. Pobjedničke akcije HVO-a odredile su sudbinu Stoca.
Ožujka 1992. Hrvati su organizirali obranu grada. Muslimani su barikadama u ožujku i travnju sprječavali obranu grada koju su organizirali Hrvati. Muslimani su razdragano dočekali srpsko-jugoslavensku JNA u travnju 1992. godine, kad je ista jurišala na Hrvatsku. Održavali su mitinge (kinodvorana Stolac) i organizirali muslimansku miliciju po uzoru na onu Ismeta Popovca 1940-ih. Tada većinom muslimanski, srpske snage u proljeće 1992. zauzele Stolac bez ispaljenog metka.
Dva mjeseca poslije hrvatske su ga snage oslobodile. Upravno je bio dijelom Herceg-Bosne, jedinice unutar BiH. 
HVO je ušao u Stolac sredinom lipnja 1992. godine. Muslimani su odbili sudjelovati u tome, nego su tražili su osnivanje muslimanske brigade ARBiH „Bregava“ i na silu pokušavali od Hrvata preuzeti nadzor nad Stocem. Dio Muslimana interesno je promijenio zastave. Ljeta 1992. godine u Metkoviću bila je smotra na kojoj su bili stolački HOS-ovci muslimani, odjeveni u crne odore novom poglavniku pozdravljajući ga „starim hrvatskim pozdravom“ „Za dom spremni“, „Bog i Hrvati“, Alah i Muslimani“. Tek nekoliko mjeseci isti Muslimani bili su suradnici srpske vojske u vrijeme okupacije. U općini Metković u Hrvatskoj zbrinute su i smještene izbjeglice i prognanici s ovog područja. U hrvatsko-muslimanskim nesporazumima 1992. godine u Stocu posebna je uloga „reformiranih“ komunista.
Stolačka bojna u HVO je 6. bojna 116. brigada HV-a i HVO-a.
U vrijeme bošnjačko-hrvatakog sukoba 1993. Bošnjaci u Stocu opet su promijenili zastave. Pokušali su po oprobanoj metodi koja im je uspjela u Mostaru i još nekim gradovima, a pokušana neuspješno u nekoliko mjesta, izdajom Hrvata koji su ih spasili preuzeti grad. Oružjem koje su dobili od HVO-a pokušali su po planu muslimanskog nacionalnog vodstva napasti s leđa ili na spavanju svoje suborce Hrvate, zauzeti tako Stolac, ovladati dolinom Neretve i osigurati izlazak na more.
Od početka 1993. postojali su planovi bošnjačkog vodstva vojnog zauzimanja Stoca. Aktivirali su plan napada na hrvatske snage u dolini Neretve. 14. travnja 1993. pokrenuli su operacije u kojima je sudjelovalo oko 13.000 muslimanskih vojnika. Za dva tjedna brojčano nadmoćna ARBiH, izdajom nepripremljenih hrvatskih saveznika, uspjela je skoro sasvim ovladati Konjicom i Jablanicom. Iz središnje Bosne, gdje su Muslimani (ARBiH) bili nadmoćni, prelili su se preko Konjica i Jablanice do Mostara, a prijetnje su stizale i iz muslimanskih uporišta u Stocu i Čapljini. ARBiH je podigla sve postrojbe u stanje pune borbene gotovosti te pozivala Muslimane u HVO-u neka im se pridruže. Samovoljno su 42. brdskom brigadom ARBiH stigla na plato Gubavice i ušli u zonu odgovornosti čapljinske Prve brigade HVO, radi okupiranja Stoca. U ARBiH su računali da će Muslimani u postrojbama HVO izdati Hrvate. Izdale su zapovijed kojima su 17. travnja 1993. naredili uvezivanje s Muslimanima u HVO-u te odredio da muslimansko ljudstvo iz HVO-a Čapljina ima zadaću zauzeti selo Tasovčiće i most u Čapljini. Namjere muslimanske stolačke brigade razvidne su iz autobiografskom romana "Zaboravljeni govor probuđenih" koji je u tom naglašeno antihrvatski, antikršćanski i šovinistički intoniranom djelu ispisao autor, nekadašnji pomoćnik zapovjednika stolačke brigade „Bregava“ za moral i vjerska pitanja Enes Ratkušić. Roman je objavio u Mostaru 2000. godine. U romanu piše: „More će se krvlju zamutiti kad ta vojska jednoga dana krene…Toliko bih želio dočekati dan kad ćemo uspostaviti savezništvo sa najvećim dušmaninom, pa krenuti na još većeg. Možda ću i dočekati.“ Vojska koju Ratkušić u romanu opisuje već ratuje pod crnom zastavom Kalifata.
U HVO-u morali su reagirati na muslimanske napade i zauzimanje taktičkih položaja i objekata. Brigadi „Bregava“ dali su ultimatum za povlačenje. HVO je imao mješovit sastav gdje su neke brigade imali trećinu vojnika muslimanske nacionalnosti, koji su ušli u brigadu HVO tek nakon oslobođenja Stoca. HVO ih je uvježbao i naoružao, a u brigadi „Bregava“ bili su gotovo isključivo Muslimani. Odbili su iz "Bregave" Nakon zapovijed za povlačenje. Nakon saznanja o pripremama za napad, pripadnici HVO-a 19. travnja 1993. uhitili su zapovjedništvo brigade i razoružali oko 700 vojnika koji su ih planirali napasti. Istovremeno, sjevernije od Stoca, ARBiH je na konjičkom i jablaničkom području nastavljala napade koji su se 9. svibnja proširili i na Mostar i trajali su sve do proljeća 1994. i Washingtonskog sporazuma.
Napadnu akciju na strateški važnu Dubravsku visoravan pokrenuli su 13. srpnja. U svijet su plasirali da je to "za spajanje sa slobodnom blagajskom teritorijom i deblokadu Stoca i Dubravske visoravni" od "agresorskog HVO i HV".
Stoga je HVO 3. kolovoza 1993. godine deportirao Muslimane iz općine Stolac prema crtama Armije Bosne i Hercegovine u Blagaju. Protjerani stolački Muslimani utočište su pronašli u istočnom Mostaru, čime je stvoren još veći pritisak istočni dio grada Mostara i njegove ograničene mogućnosti.
U Stocu su utočište našli brojni Hrvati koje su iz drugih dijelova BiH prognali Muslimani i Srbi. Mnogima je povratak poslije rata opstrukcijom sa srpske i s bošnjačko-muslimanske strane povratak onemogućen, spriječen ili zagorčan, tako da su se mnogi prognani i izbjegli Hrvati trajno nastanili u Stocu.

### Samostalna Bosna i Hercegovina
Kao što su 1992. pokušali silom preuzeti vlast od Hrvata koji su oslobodili Stolac, isto su muslimansko-bošnjački pokušali i 2016. na izborima, pod krinkom "antifašističke borbe", odnosno premlaćivanjem i razbojstvom na izbornim mjestima.
Što u ratu Muslimani nisu uspjeli oružjem, pokušali su provociranjem incidenata, kontroliranim nasiljem, stvaranjem izvanrednog stanja, prizivanjem protektorata i uspostavom „distrikta Stolac-Neum“, sve u ime „antifašizma“ koji je ovdje nije antifašizam, nego maska brutalnog nacionalizma koji graniči s fašizmom. Muslimanski uzurpatori lažno se predstavljaju kao vječito ispravni, kao da su oduvijek bili antifašisti, kao da nisu postojali muslimani od kraja 1944., tijekom 1945., pa sve do 1951. Do 2016. bila je zajednička vlast, koalicija, platforma koju je bila savez komunističkih sljedbenika sa sljedbenicima Mladih Muslimana i ustaškog pokreta. Dio SDA, računajući da je to politički probitačno i efikasno počeo je glasno mahati "antifašizmom" posebno u borbi protiv hrvatskog nacionalizma i hrvatskog nacionalnog identiteta u BiH. Mahali su komunističkim i jugoslavenskim zastavama, a političke zastupnike svojih susjeda i cijeli narod, time podlo i licemjerno proglasili su „fašistima“.
23. listopada 2016. Bošnjaci su s jugoslavenskim i komunističkim insignijama proslavljali su komunističko „oslobađanje Stoca“, kao kad su 1992. razdragano dočekivali JNA, i koristili su se „antifašizmom“ kao ideološkom toljagom protiv svojih političkih protivnika Hrvata, jer ih na zakonit način i unutar demokratskih procedura nikako nisu bili u stanju pobijediti na izborima,  pa su posegnuli za mitingaškim metodama koje su ništa drugo do li pokušaj ostvarenja obnovljenih bošnjačkih ratnih planova ovladavanja Stocem, glavne strateške točkom za prodor do Neuma, odnosno „izlaskom na more“.
Godine 2013. na lokalnim izborima pobijedio je HDZ BiH. Četiri godine poslije, na izborima ponovljenim zbog incidenata, HDZ BiH ostvario je približno isti rezultat, a bošnjačka Stranka demokratske akcije okupila se u bošnjačku Inicijativu za Stolac u kojem je okupila bošnjački blok te se bitno približila vladajućoj stranci. Na većini od 19 biračkih mjesta pobijedio je HDZ BiH, a te ka nekoliko većinu je imala bošnjačka koalicija. Izbori su opet bili sličniji nacionalnom opredjeljivanju nego političkoj utrci. Glavni razlog bile su napetosti podignute bošnjačkim nasiljem na izborima 2. listopada (bošnjački kandidat fizički nasrnuo na predsjednika Općinske izborne komisije, premlatio člana te Komisije, sa skupinom naoružanih razbojnika demolirao izborno mjesto i ukrao kutije s glasačkim listićima). Zbog toga su izbori potvrdili stanje popisa pučanstva gdje je 60 posto Hrvata i 40 posto Bošnjaka. Izbori su potvrdili neslogu hrvatskih političkih opcija i posve ujedinjenu bošnjačku muslimansku opciju gdje i SDA i SDP BiH i SBB su se ujedinile oko Inicijative za Stolac. Muslimanske su se stranke ujedinile oko zajedničkog kandidata za načelnika, a na hrvatskoj strani našao se neki Komšić koji je išao u izbore krenuo u znak otpora i neriješenog statusa, a kojeg su bošnjačke stranke poslije zloporabile te pokušale ponoviti slučaj “Komšić 2” u nametanju hrvatskih predstavnika. Komšićeva malo poznata Socijaldemokratska fronta dobila je svega 4 glasa za općinsko vijeće, a on kao kandidat za načelnika skoro 3000 glasova. Izborni prag još su prošli Hrvatska koalicija za Stolac – HSP BiH i HDZ 1990. s 305 glasova ili 4,16 % potpore te neovisni kandidat Vidoje Maslać s 281 glasom. Time općinsko vijeće ima 11 hrvatskih vijećnika i šest bošnjačkih. 59,55 % glasova dobio je Stjepan Bošković, HDZ BiH.
Gospodarski i politički položaj Stoca danas određuje blizina entitetske granice i granice s Republikom Hrvatskom. 1999. je godine obnovljen rad ogranka Matice hrvatske.
Dana 22. travnja 2022. potres magnitude 5,7 Mw pogodio je Stolac. Epicentar potresa bio je u blizini okolnog sela Strupići. Jedna osoba je poginula.

## Katolička župa sv. Ilije
Župu je osnovao dubrovački biskup i apostolski upravitelj trebinjski Vinko Čubranić 1. lipnja 1863. U njen su sastav ušli dijelovi hrašanjske i dubravske župe, ukupno 17 naselja sa 140 obitelji i 1250 vjernika. Sjedište joj je bilo u Stocu, a svetac zaštitnik sv. Ilija. Prvi župnik fra Oracije iz Torina (talijanski misionar u Hercegovini) prve je dvije godine stanovao u privatnoj kući budući su turske vlasti u početku oduzele iznajmljenu kuću, a kasnije opstruirale izgradnju nove župne kuće. Procvat župe bio je uoči Drugog svjetskog rata kada je brojila 3506 vjernika, da bi u nadolazećem ratu izgubila 660 vjernika.

### Župnici i kapelani župe[39]

#### Župnici
- fra Oracio iz Torina (1863. – 1867.)
- don Lazar Lazarević (1867. – 1899.)
- don Vide Putica (1899. – 1907.)
- don Marijan Vujnović (1907. – 1919.)
- don Andrija Majić (1919. – 1930.)
- don Marko Zovko (1930. – 1943.)
- fra Inocent Penavić (1945.)
- don Đuro Kulaš (1946.)
- don Anđelko Babić (1947.-1980.)
- don Petar Vuletić (1980. – 1982.)
- don Mato Puljić (1982. – 1999.)
- don Rajko Marković (1999 – 2021.)
- don Ljubo Planinić (2021. – 2022.)
- don Gordan Božić (2023. – )

#### Kapelani
- don Petar Marković (1889.)
- don Andrija Majić, stariji (1916. – 1917.)
- don Petar Leventić, stariji (1932. – 1933.)
- don Ante Zrno (1934. – 1936.)
- don Andrija Majić, mlađi (1936. – 1939.)
- don Stjepan Batinović (1939. – 1941.)
- don Drago Bevanda (1974. – 1975.)
- don Stanko Puljić (1975. – 1979.)
- don Radoslav Zovko (1979. – 1983.)
- don Božo Polić (1983. – 1988.)
- don Tadija Pavlović (1994. – 1995.)
- don Ivica Boras (1994. – 1995.)
- don Gordan Božić (1998. – 2000.)
- don Nikola Menalo (2000. – 2002.)

## Gospodarstvo
Prošle i sadašnje:
- Bolnica za koštano-zglobne bolesti
- Gospodarsko-poslovna zona Hodovo
- Kovinoprerađivačka tvornica Metala
- Pogoni tekstilne industrije Inkos
- Tvornica namještaja Enterijera
- Tvornički pogoni željezare RMK-TGA Stolac
- Hotel Bregava
- Robna kuća Stočanka, oštećena u ratu, danas prenamijenjena

## Poznate osobe
- Hamid Dizdar, bošnjački književnik
- Mak Dizdar, hrvatski i bošnjački književnik
- Asaf Duraković, hrvatski nacionalist, znanstvenik, liječnik, pjesnik, derviš i političar
- Senadin Duraković, hrvatski znanstvenik i profesor  mikrobiologije
- Nijaz Duraković, bošnjački političar
- Mustafa Golubić, srpski gerilac i revolucionar
- Slavko Goluža, hrvatski rukometaš i trener
- Alija Isaković, bošnjački književnik
- Muhamed Mehmedbašić, bosanskohercegovački revolucionar
- Ali-paša Rizvanbegović, hercegovački paša, stolački kapetan i vakif
- Martin Raguž, bosanskohercegovačko-hrvatski političar

## Spomenici i znamenitosti

### Nekropola Radimlja
Nekropola Radimlja je po svojim likovnim odlikama jedna od najvrijednijih i najznačajnijih nekropola stećaka u Bosni i Hercegovini, ali i općenito. Nalazi se u Vidovu polju, 3 km zapadno od Stoca, na putu Čapljina – Stolac. Po brojnosti primjeraka, raznovrsnosti i zastupljenosti svih osnovnih oblika, relativno visokoj umjetničkoj kvaliteti izrade, bogatstvu plastičnih dekoracija, reljefnih predstava i natpisa koji spominju poznate povijesne osobe, kao i svom neobičnom smještaju i dostupnosti, nekropola Radimlja spada u najvrijednije spomenike srednjovjekovnog razdoblja Bosne i Hercegovine.
Nekropola se sastoji od 133 stećka, od kojih 36 ima oblik ploče, jedan stubne ploče, 27 sanduka, 24 sanduka na postolju, 4 visoka sanduka, 5 visokih sanduka na postolju (ukupno 60 sanduka), dva sljemenjaka (na zabat), 31 sljemenjak s postoljem i tri u obliku križa, ukupno 33 sarkofaga.

### Vidoški grad
Srednjovjekovni grad Vidoški spominje se 1375. i 1444. godine. Smješten je na brdu Križevac, koje je ubilježeno u gruntovnicu (zemljišno-knjižni ured) 1897. godine za austrijskog popisa kao parcela pod nazivom Križevac – Humčine, označena kao k. č. 215/1, površine 24,7 ha i upisana je u zemljišno-knjižni uložak broj 853, kao vlasništvo/erar Bosne i Hercegovine. Vidoški grad je grad više puta opsjedan, osvajan, utvrđivan i dograđivan, rušen i obnavljan, napuštan i ponovo nastanjivan. Konačan današnji izgled djelo je Austro-ugarske vojske koja ga je 1888. godine porušila i skladno svojim tadašnjim vojno-strateškim potrebama ponovo izgradila. Nacionalnim spomenikom kulture Bosne i Hercegovine je proglašen 2003.

### Mostovi
Stolac se ističe po brojnim kamenim mostovima, čija je brojnost upadljivija time što je Stolac mali gradić na maloj rijeci. Nijedan od mostova nema nikakav poseban stil. Ukupno su 3 veća kamena mosta i mnoštvo kamenih mostova. Kreševačka ćuprija (most Sare Kašiković) najveći je most u BiH koji je izgrađen isključivo za privatne potrebe.

### Sakralni objekti
- Crkva sv. Ilije, katolička župna crkva

## Kultura
- Stolačko kulturno proljeće, kulturna manifestacija, organizira ogranak Matice hrvatske
- Dani stolačkih džamija[43]
- Stolačka tarča, srednjovjekovni godišnji sajam na kojem sudjeluju mnogobrojne kulturne grupe iz različitih država te se uprizoruje povijesna bitka na starome gradu Vidoškom[44]
- HKUD Stolac
- SMART FEST, kulturno-glazbena manifestacija
- Advent u Stocu, kulturno-glazbena manifestacija
- Duhovno-kulturni centar Trebinjsko-mrkanske biskupije
- Vidoštačka kraljica, župna duhovna glazbena skupina
- Slovo Gorčina, kulturna manifestacija
- Hercegovački plodovi Mediterana, poljoprivredna manifestacija

## Šport
- HNK Stolac
- HKK Stolac
- HOK Stolac[45]
- RK Iskra Stolac
- ŽRK Iskra Stolac
- KK Iskra Stolac
- FK Iskra Stolac
- Karate klub Bregava Stolac
- Karate klub Stolac
- Judo klub Hodovo
- Stolačke mažoretkinje
- Teniski klub Stolac (upisan u registar udruga 7. listopada 1999., brisan iz registra 7. travnja 2017.)[46][47]
- HNK Dubrave Stolac (upisan u registar udruga 5. siječnja 2000., brisan iz registra 7. kolovoza 2017.)[46][48]
- Plivački klub Mala Luka Stolac (upisan u registar udruga 6. rujna 2001., brisan iz registra 6. studenoga 2017.)[46][49]
- Sportsko društvo Iskra – Bregava[46]

Održavaju se Ilindanski malonogometni turnir "Stolac", Memorijalni malonogometni turnir "Senad Zećo Sena" – Turnir mahala (od 2005.) i Memorijalni malonogometni turnir Marko Bošković (od 2012.)

## Vanjske poveznice
- Službena stranica
- Stolac na stranici BH turizam  Arhivirana inačica izvorne stranice od 1. listopada 2009. (Wayback Machine)